# Beleg van Nijmegen (1672)
Het Beleg van Nijmegen vond plaats tussen 2 juli tot 9 juli 1672 tijdens de Hollandse Oorlog door het Franse leger van Lodewijk XIV.

## Verloop

### Schenkenschans & Knodsenburg
De Fransen drongen de republiek binnen via Lobith, onderweg naar Nijmegen stuitte ze op het verdedigingspunt "Schenkenschanz", dat zich zonder enige strijd overgaf. De hoofdofficier van de schans was de nog jonge zoon van de burgemeester van Nijmegen, genaamd Hendrik van Hove of Haef die met zijn compagnie van 120 man mocht uitwijken naar Coevorden.
Het Franse leger arriveerde vervolgens bij fort "Knodsenburg" nabij Lent op 15 juni 1672. De soldaten in het fort verweerden zich in tegenstelling tot hun voorgangers op Schenkenschans wel met militair geweld. Er waren er 330 soldaten gestationeerd met 8 kanonnen op de buitenposten. In de avond van 16 juni 1672 gaven ze zich echter over, wel met circa 1000 doden onder de Fransen.

### Beleg van de stad
Nadat het fort Knodsenburg was veroverd, begonnen de Fransen vanuit het fort de stad te beschieten. Al werden diverse gebouwen geraakt, zoals het Sint Jan's gebouw en Broederkerk, raakte de bevolking er niet van onder de indruk. Daarna dreigde de Franse maarschalk "Turenne" de stad met boten te overvallen, ook deze aanvallen waren niet doeltreffend. Turenne besloot een brug met bootjes te bouwen nabij het dorp Gendt om over de rivier de Waal te komen en zo Nijmegen vanaf de linkerflank te benaderen.
Het gezag over de stad, de burgermilities, de militaire regimenten en de werklieden, die aan de verdediging bouwden, was in handen van gouverneur Johan van Welderen, oud-burgemeester Johan van Gendt en schepen Coenraedt Singendonck.
De situatie van Nijmegen binnen de stad was redelijk georganiseerd, de enige minpunten waren dat de grachten rond de stad nagenoeg droog stonden en het bolwerk "Nassau" het slechtst verdedigbaar was. Echter waren de kruitkamers goed gevuld, waren er palissades op de omwalling geïnstalleerd als afweerblokkade. De stad had circa 50 à 60 stuks aan artilleriegeschut en een garnizoen van 2500 à 2600 soldaten. De stad kon ook nog beschikken over een burgerschutterij van 2500 manschappen ter verdediging van de vestiging.
Op 2 juli 1672 marcheerde het Franse leger van circa 18.000 soldaten over de zelf gebouwde botenbrug over de Waal rustig naar de stad. De stad werd volledig omsingeld en werd er een poging gedaan om het bolwerk Nassau te nemen met een militaire batterij. In de nacht van 4 juli probeerde de Fransen het pesthuisbolwerk binnen te dringen, de aanval werd afgeslagen door de Nijmegenaren met verlies van kolonel Otto van Gendt . Vanaf 7 juli maakte de Fransen een gat in de opgedroogde gracht om zo explosieve vaten onder de stad te leggen. In de dagen erna ontstond er onrust binnen de bevolking en de stad gaf zich over op 9 juli 1672. De Fransen zouden circa 1000 soldaten hebben verloren aan het beleg.

## Nasleep
De overgave van de stad werd getekend tussen Turenne en stadsgouverneur Johan van Welderen in vermoedelijk de Broederskerk, waar ook het Nijmeegs garnizoen werd ontwapend, later zou Turenne in zijn "memoirs" Van Welderen nog geprezen hebben vanwege de goed opgezette verdediging van de stad. Turenne trok na de inname richting de stad Grave, waarna hij het fort de Crève-Coeur nabij Den Bosch belegerde.
- De Franse koning Lodewijk XIV verbleef tijdens het beleg in het Huis Waaienstein, nabij Oosterhout.
- Na het ondertekenen van de "artikelen van verlating" op 16 april 1674, verliet het Franse garnizoen Nijmegen.[7]
- In 1675 verwierf stadhouder Willem III (als dankbetuiging voor zijn inspanningen om het Franse garnizoen te laten vertrekken) het privilege om persoonlijk leden van het stadsbestuur aan te stellen. Dit zorgde al snel voor weerstand omdat de gilden daardoor hun traditionele invloed op de benoeming van bestuurders verloren en bepaalde regentenfamilies voortaan uitgesloten werden van de magistraat. Bovendien leidde Willems vriendjespolitiek tot corruptie en de aanstelling van bestuurders die vooral bezig waren met Willems buitenlandpolitiek en stadszaken verwaarloosden. Bij Willems overlijden in 1702 braken hierdoor de Gelderse Plooierijen tussen orangisten en staatsen.[8]
- De stad Nijmegen zou gedurende 1676-1679 het toneel worden van onderhandelingen, die tot de Vredesverdragen van Nijmegen leidden.

69: Verwoesting Oppidum Batavorum ·
880: Beleg door Vikingen ·
1473: Beleg door Karel de Stoute ·
1585: Beleg door Farnese (Parma) ·
1589: Aanslag door Maarten Schenk ·
1591: Beleg van Knodsenburg ·
1591: Beleg door Maurits ·
1672: Beleg door Fransen ·
1794: Beleg door Fransen ·
1944: Bombardement van februari 1944 · Slag om Nijmegen · Waaloversteek · Duitse aanvallen op de Nijmeegse Waalbruggen · Bombardement van oktober 1944